# Stadio Alvear e Tagle
Lo Stadio Alvear y Tagle (in spagnolo Estadio Alvear y Tagle) è stato uno stadio calcistico di Buenos Aires, in Argentina; aveva una capacità massima di 40 000 persone.

## Storia
Il terreno fu affittato al River dalla Ferrocarril Pacífico nel 1922, inizialmente con un contratto quinquennale da 500 pesos al mese. Lo stadio fu edificato a La Recoleta dal 1921 al 1923, anno della sua apertura al pubblico: l'inaugurazione si tenne il 20 maggio 1923. In precedenza, il River giocava i suoi incontri a La Boca, che fu il suo stadio di casa tra il 1915 e il 1923; all'epoca l'Alvear y Tagle era considerato uno stadio tra i più prestigiosi del Paese. Nel 1928 al complesso fu aggiunta una piscina, e vi si tennero anche incontri di pugilato. Nel 1929 lo stadio fu teatro del Campeonato Sudamericano de Football, e ospitò la gara d'apertura del torneo tra Paraguay e Uruguay. Insieme all'Estadio Gasómetro, casa del San Lorenzo, e allo stadio dell'Independiente, fu tra le sedi degli incontri: l'unica altra gara disputata all'Alvear y Tagle fu Uruguay-Perù dell'11 novembre. Lo stadio fu demolito in seguito all'inaugurazione del Monumental.